# Epidromia
Epidromia là một chi bướm đêm thuộc họ Erebidae.

## Loài
- Epidromia antica Walker
- Epidromia arenosa Walker
- Epidromia consperata Dognin
- Epidromia flavilineata Hampson
- Epidromia glaucescens Walker
- Epidromia lenis Walker
- Epidromia lienaris HÜbner, 1823
- Epidromia pannosa Guenée, 1852
- Epidromia pedestris Walker
- Epidromia poaphilodes Guenée, 1852
- Epidromia profana Walker, 1858
- Epidromia profecta Walker
- Epidromia rotundata Herrich-Schäffer  (đồng nghĩa: * Epidromia fergusoni Solis, 1986)
- Epidromia saturatior Walker
- Epidromia sigillata Walker
- Epidromia suffusa Walker
- Epidromia tinctifera Walker
- Epidromia valida Walker
- Epidromia xanthogramma Wallengren
- Epidromia zephyritis Schaus
- Epidromia zetophora Guenée